# Al Jubayhah
Al Jubayhah (en árabe, الجبيهة) es una ciudad en la gobernación de Amán, en Jordania. Tiene una población de 197.160 habitantes (censo de 2015). Se encuentra al noreste de Amán de cuya área metropolitana forma parte.